# Киевские ведомости
Ки́евские ве́домости — всеукраинская русскоязычная общеполитическая газета, которая издавалась в Киеве.
Выходила шесть раз в неделю (с понедельника по субботу). Тираж в 2007 году: понедельник — 148 тысяч, пятница — 162 тысяч, вторник, среда, четверг, суббота — 130 тысяч. Тираж в 2004 году: понедельник — 148000 (подписка — 34,8 %), вторник, среда, четверг — 130000, пятница — 162000 (подписка — 30,8 %). Редакция выпускала также менее популярный украиноязычный вариант «Київські відомості» (еженедельник, выходила по пятницам), тираж в 2004 году — 32500 (подписка 26,9 %).
География распространения газеты «Киевские ведомости» в регионах:
1. Восток (Луганск, Донецк, Харьков, Сумы) — 10,2 %;
2. Центр (Полтава, Днепр, Кропивницкий, Запорожье) — 16,4 %;
3. Юг (Крым, Херсон, Николаев, Одесса, Севастополь) — 12 %;
4. Запад (Западная Украина (Ужгород, Львов, Луцк, Тернополь, Черновцы, Ровно, Ивано-Франковск, Хмельницкий) — 10,7 %;
5. Север (Житомир, Киев, Чернигов) — 50,7 %.

Ежедневные разделы: Новости, Политика, Общество, «Право и бесправие», «Деловые ведомости», Культура, Спорт. Еженедельные разделы: Здоровье (среда), Светская жизнь (пятница), «Литературный ринг», Клуб С. П. Голохвастова (суббота).
С 1993 по 2011 год при газете был «Клуб Голохвастова» сопредседателями которого были (в алфавитном порядке): Александр Володарский, Ян Таксюр.
В 1995 году было запущено FM-радио «Киевские ведомости».

В 2010 году газета прекратила своё существование.
Как отмечал генеральный директор «Киевских ведомостей», «Сотрудничество в качестве авторов с нашей газетой помогло карьерному взлёту таких известных государственных деятелей, как Дмитрий Табачник и Владимир Литвин. „Киевские ведомости“ первой подняли идею конституционного договора между парламентом и президентом, который лёг в основу действующей ныне конституции».

Издание первым на Украине создало частную систему распространения газет и журналов, открыло свою типографию с цветной печатью.
Главные редакторы:
- Сергей Кичигин, основатель газеты и её главный редактор в 1993—1996 годах;
- Александр Швец, главный редактор в 1992—1993 годах;
- Евгений Якунов, главный редактор в 1995—1999 годах;
- Виктор Чайка, шеф-редактор в 1996—1998 годах;
- Георгий Кузьмин, шеф-редактор с 1999 года;
- Олег Медведев, главный редактор в 1999—2000 годах;
- Николай Закревский, и. о. главного редактора с 2000 года.